# Nikolaus Glockendon
Nikolaus Glockendon est un enlumineur allemand, né vers 1490-1495 et mort vers 1533-1534, actif à Nuremberg.

## Biographie
Nikolaus Glockendon appartient à une famille de peintres et d'enlumineurs de Nuremberg : il est le fils de Georg Glockendon, le frère d'Albrecht Glockendon (de) et le père de Gabriel (vers 1515/20-vers 1585) et Sebastian (vers 1525/26-1555). Il apparait dans l'inventaire après-décès de son père daté de 1515 comme déjà marié. En 1521, il a vendu la part de la maison de ses parents située dans le Taschental (actuelle Judengasse) et il habite plus tard dans une maison située Tetzelgasse, près de la maison du couvent d'Engelthal (de).
La plus ancienne œuvre signée de sa main sont trois miniatures dans un livre de prières destiné à l'abbé Jost Necker, de l'abbaye de Salem, ce qui a peut-être été l'occasion d'un voyage dans la région du Haut-Rhin pour le peintre. En 1517, il a peint une miniature de dédicace dans pontificale destiné aux évêques d'Eichstätt. En 1521, il est payé par le conseil de la ville pour la décoration de la couverture d'un manuscrit. Parmi ses autres clients, on compte Jean-Frédéric Ier de Saxe, Albert de Brandebourg ou encore le cardinal Albert de Brandebourg pour qui il peint un missel.
À plusieurs reprises, l'enlumineur reproduit des dessins ou des gravures d'Albrecht Dürer pour ses miniatures, ainsi que de miniatures de Simon Bening qu'il a l'occasion de voir dans des manuscrits commandés par ses clients.
Sa mort est probablement liée à l'épidémie de peste qui ravage Nuremberg entre 1533 et 1534.

## Quelques œuvres attribuées

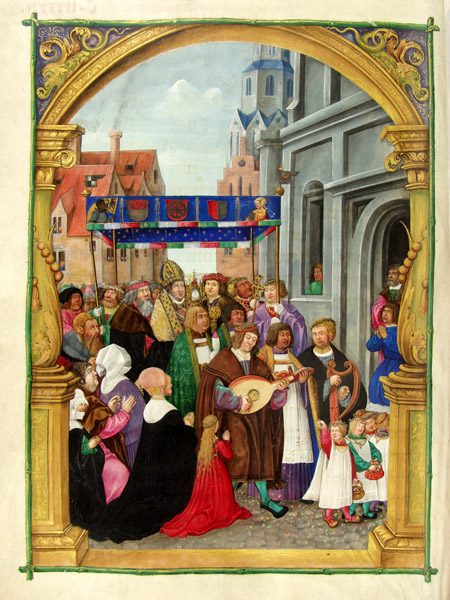
Miniature du Missale Hallense du cardinal Albert de Brandebourg.

- 3 miniatures de l'abbé Jost Necker de Salem, undatiert, Bibliothèque centrale de Zurich
- Missel pour un couvent de cisterciennes, non daté, Marburg, Westdt. Bibl., Theol.Lat. Fol. 148
- Une miniature dans un pontificale Gundecarianum, 1517, Eichstätt, Ordinariatsarchiv
- livre de prière du duc Johann Albrecht von Mecklenburg, en collaboration avec Simon Bening et Hans Sebald Beham, non daté, Cassel (Hesse), Bibliothèque universitaire (de)
- Missel du cardinal Albert de Brandenbourg  à l'usage de Halle, 1524, Hofbibliothek Aschaffenburg (de), Ms. 10
- Heures de la Vierge, contenant par ailleurs 3 miniatures de l'atelier de Bening, 1530, Hofbibliothek Aschaffenburg, Ms. 9
- 3 Miniatures dans un livre de messe du cardinal de Brandebourg, avec des miniatures de Sebald Beham, 1531, Hofbibliothek Aschaffenburgk, Ms. 8
- Livre de prières de Jakob et Anna Sattler, vers 1520, Munich, Bayerische Staatsbibliothek, Cgm 9110
- Une image dans un autre missel pour le cardinal de Brandebourg, 1533 Hofbibliothek Aschaffenburg, Stiftsschatz
- Livre de prières d'Albert de Brandebourg, Bibliothèque Estense (Modène), Ms. Est. 136 (anciennement Ms. alpha.U.6.7)